# Cosoryx furcatus
Cosoryx furcatus es una especie extinta de berrendo perteneciente a la familia de los antilocápridos que habitaba en Nevada, Estados Unidos durante el Mioceno.